# Parafia wojskowa św. Melchiora Grodzieckiego w Darłowie
Parafia wojskowa pw. Świętego Melchiora Grodzieckiego w Darłowie znajduje się w Dekanacie Marynarki Wojennej Ordynariatu Polowego Wojska Polskiego. Jej proboszczem jest ks. kmdr ppor. Jan Zapotoczny. Obsługiwana przez księży diecezjalnych. Erygowana 1 lipca 1993. Mieści się przy ulicy Zwycięstwa. Parafia została zniesiona z dniem 1 lipca 2013 roku.